# Parinari parvifolia
Parinari parvifolia är en tvåhjärtbladig växtart som beskrevs av Noel Yvri Sandwith. Parinari parvifolia ingår i släktet Parinari och familjen Chrysobalanaceae. Inga underarter finns listade i Catalogue of Life.